# Badische IV (alt)
Die Fahrzeuge der Gattung IV, ab 1868  Gattung IIb alt, der Großherzoglich Badischen Staatseisenbahnen waren die letzten badischen Dampflokomotiven mit der Achsfolge 1A1.
Ausgestattet waren die Longboiler-Maschinen mit zwei innenliegenden Gabelrahmen, außenliegenden Zylindern und überhängenden Stehkessel. es handelte sich dabei um eine an die Breitspur angepasste Normalspurlokomotive. Sie hatten im Verhältnis zur Verdampfungsheizfläche einen relativ kleinen Rost. Da der Verdampfungsraum allgemein sehr klein war, neigte die Lokomotive dazu, nicht verdampftes Wasser auszuspucken. Durch eine kleine konstruktive Änderung (Sammelwulst mit Ableitung) konnte dieser Fehler beseitigt werden.
Stationiert waren die Lokomotiven in Heidelberg und Mannheim, wo sie sich gut im Betrieb bewährten. Auch die Lastverteilung war gegenüber dem stephensonschen Vorgängermodell der Gattung II besser gelöst.
Für die Umspurung auf Normalspur 1854 war zunächst die Achsfolge 1B vorgesehen, was aber dann doch nicht verwirklicht wurde.
Die Fahrzeuge hatten einen Schlepptender der Bauart 3 T 3,78.